# Motore Citroën Serie M
I motori Citroën Serie M sono una famiglia di motori a scoppio prodotti dal 1974 al 1991 dalla Casa automobilistica francese Citroën.

## Caratteristiche ed evoluzione

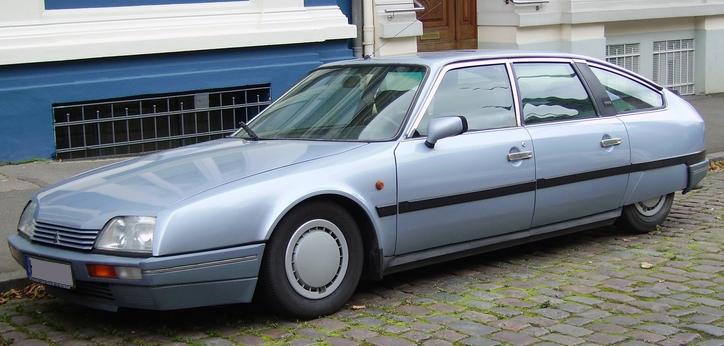
I motori della Serie M hanno trovato applicazione esclusivamente nella gamma della Citroën CX

I motori della Serie M sono nati per essere applicati esclusivamente nell'ammiraglia della Casa prodotta negli anni settanta e ottanta, ossia la CX. Essi sono frutto di una diretta evoluzione dei motori della Serie D, utilizzati sui due modelli antesignani della CX stessa, vale a dire la DS e la ID, dai quali peraltro differiscono per alcuni particolari di rilievo.

Tra le differenze più significative va sicuramente menzionata la nuova disposizione trasversale, e quindi la differente conformazione del basamento allo scopo di mantenere la trazione sulle ruote anteriori. Inoltre, per esigenze da ricercare nella possibilità di disegnare una carrozzeria dal frontale affilato, qual era quella della CX, i motori della serie M erano tutti inclinati di 30° in avanti, in modo da occupare meno spazio in altezza.

Il primo motore della serie M a debuttare è stato quello da 2 litri, direttamente derivato da quello della DS20. In seguito si sarebbero poi aggiunte le unità da 2.2 e 2.3 litri, derivate da quelle dei modelli DS21 e DS23. Ma non solo: dall'unità di cubatura intermedia venne originato in seguito anche il primo motore diesel di Casa Citroën, poi evolutosi in un'unità di cilindrata inedita, pari a 2.5 litri. Anche sul fronte benzina, in un secondo momento, vi fu la nascita di un'unità da 2.5 litri. E infine, le due unità diesel e benzina da 2.5 litri furono proposte anche in versione sovralimentata, dapprima senza intercooler e in seguito dotate di tale dispositivo.
In generale, le caratteristiche comuni ai motori della serie M sono i seguenti:
- architettura a 4 cilindri in linea;
- disposizione anteriore trasversale;
- basamento e monoblocco in ghisa
- testata in lega leggera;
- testata a due valvole per cilindro;
- distribuzione a un asse a camme laterale posizionato molto in alto con corte aste di comando bilancieri.
- raffreddamento ad acqua;
- albero a gomiti su 5 supporti di banco.

Di seguito vengono mostrate le caratteristiche di ognuna delle versioni dei motori della serie M.

### Versioni a benzina

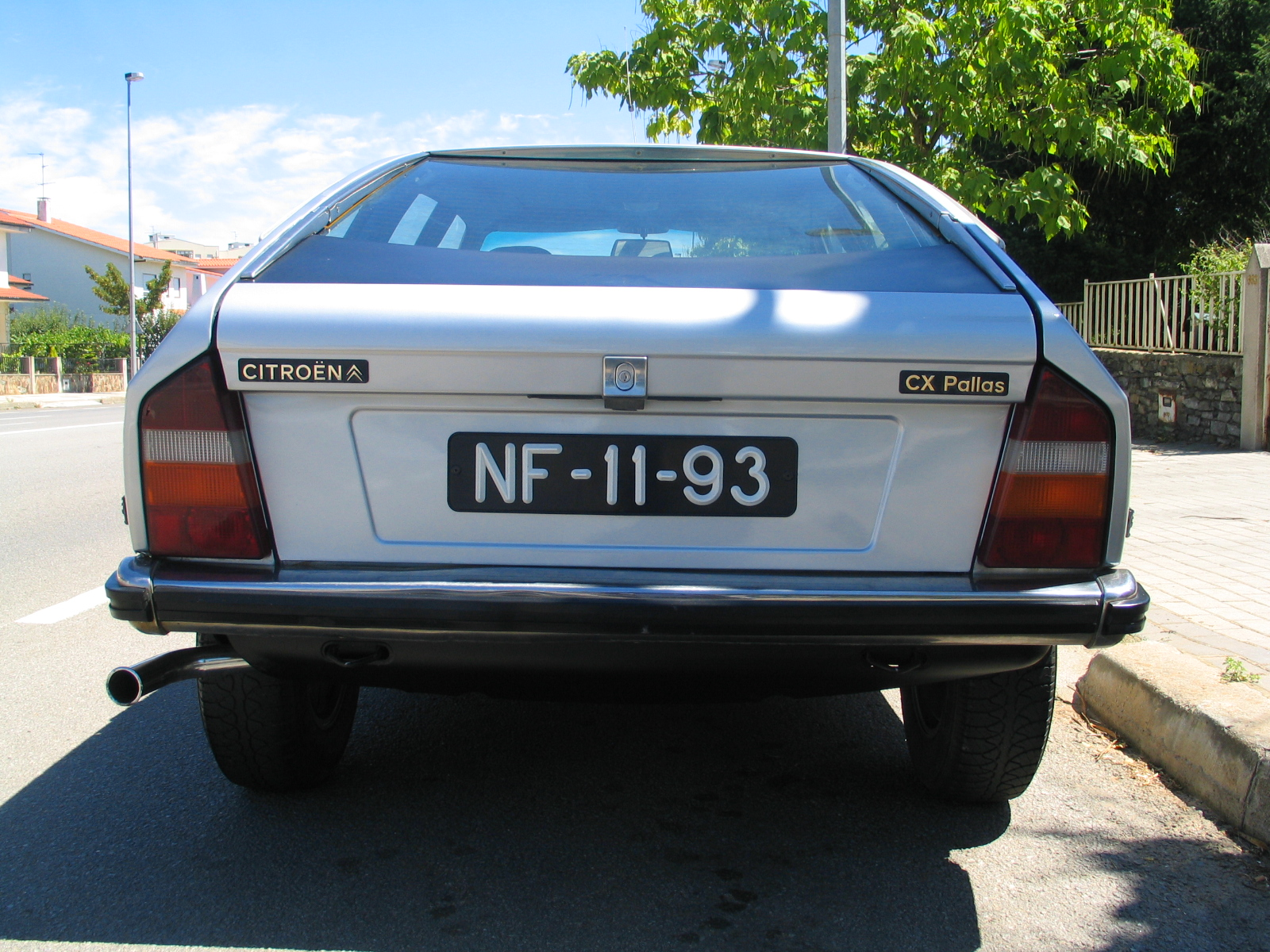

I motori a benzina della serie M sono esistiti in quattro livelli di cilindrata. La versione di punta è esistita anche in versione sovralimentata:
- 2 litri: noto anche con la sigla M20/616, è un motore quadro con misure 86x85,5 mm, rispettivamente per alesaggio e corsa, per una cilindrata totale di 1985 cm³. L'alimentazione avveniva mediante un carburatore doppio corpo Weber, mentre il rapporto di compressione venne portato a 9:1. La potenza massima era di 102 CV a 6000 giri/min, mentre la coppia massima raggiungeva 152 Nm.
- 2.2 litri: anche questo motore mantiene le stesse caratteristiche dimensionali del corrispondente motore 2.2 della serie D. Ritroviamo quindi le misure di alesaggio e corsa pari a 90x85,5 mm, nonché la cilindrata di 2175 cm³. Anche in questo caso l'alimentazione era affidata a un doppio corpo Weber, e anche in questo caso il rapporto di compressione era pari a 9:1, mentre la potenza saliva a 112 CV a 5500 giri/min e la coppia massima a 167 Nm a 3500 giri/min. La sigla di questo motore era M22/617.
- 2.3 litri: introdotta a partire dal 1976, questa è stata la terza e ultima versione ripresa pari pari dalla serie D, della quale vengono nuovamente riprese le caratteristiche di alesaggio e corsa (93,5x85,5 mm) e la cilindrata di 2347 cm³. Questo motore è stato l'unico della Serie M a essere stato proposto sia con alimentazione a carburatore, sia a iniezione elettronica, in questo caso di tipo indiretto:
  - nel caso della versione a carburatore, il rapporto di compressione era di 8,75:1, mentre la potenza massima era di 115 CV a 5500 giri/min, mentre la coppia massima raggiungeva 180 Nm a 2750 giri/min. A partire dal 1980, però, questo motore subì una leggera rivisitazione volta a migliorarne le prestazioni: in questo modo la potenza massima salì a 120 CV a 5500 giri/min e la coppia massima a 196 Nm a 2750;
  - nel caso della versione a iniezione elettronica (motore M23/622), introdotta nel 1977, l'alimentazione era affidata a una centralina Bosch L-Jetronic e il rapporto di compressione venne portato a 9:1. La potenza massima salì a 128 CV a 4800 giri/min, mentre il picco di coppia raggiunse i 197 Nm a 3600 giri/min. Anche qui, nel 1980 vi furono alcune leggere migliorie e la potenza salì a 130 CV, con una coppia massima di 201 Nm.
- 2.5 litri: questo motore fu introdotto nel 1983 e fu l'unica versione a benzina veramente inedita, pur derivando dalle versioni minori, in particolare dalla versione da 2.3 litri, della quale venne allungato la misura della corsa, da 85,5 a 92 mm, mentre l'alesaggio scese da 93,5 a 93 mm, dando luogo a una cilindrata di 2499 cm³. Questo motore è esistito solo con alimentazione a iniezione elettronica, gestita da una centralina Bosch LE-Jetronic. Il rapporto di compressione era di 8.75:1 e la potenza massima raggiungeva 138 CV a 5000 giri/min, mentre la coppia massima era di 211 Nm a 4000 giri/min. In versione catalizzata, i valori di potenza e coppia scendevano rispettivamente a 123 CV e 191 Nm.
- 2.5 litri Turbo: introdotta nel 1985, questa era la versione sovralimentata della precedente. Ferme restando le caratteristiche dimensionali, questo motore era caratterizzato da un rapporto di compressione ridotto a 7,75:1, in modo da poter montare senza problemi il turbocompressore: quest'ultimo era del tipo Garrett TO3, con pressione di sovralimentazione pari a 0,7 bar. L'iniezione elettronica era sempre affidata a una centralina Bosch LE-Jetronic. La potenza massima raggiungeva 168 CV a 5000 giri/min, con un picco di coppia pari a 294 Nm a 3250 giri/min. Tali caratteristiche rimasero pressoché inalterate anche con l'arrivo dell'intercooler aria/aria, nel 1986, ma cambiarono nella versione catalizzata, con la quale la potenza scese a 160 CV e la coppia motrice a 275 Nm.

### Versioni a gasolio
I motori diesel della serie M sono esistiti in due livelli di cilindrata. La versione di punta è esistita anche in versione sovralimentata:
- 2.2 litri: contraddistinto dalla sigla M22/621, questo motore manteneva le stesse caratteristiche dimensionali del corrispondente 2.2 litri a benzina. Si trattava di un diesel aspirato, caratterizzato da un rapporto di compressione pari a 22,25:1, e dall'alimentazione a iniezione indiretta. La potenza massima raggiungeva 66 CV a 4500 giri/min, mentre la coppia massima era di 125,7 Nm a 2750 giri/min.
- 2.5 litri: introdotto nel 1978 e contraddistinto dalla sigla M25/629, questo motore vantava le stesse caratteristiche dimensionali del 2.5 a benzina che sarebbe apparso solo cinque anni dopo. Anche in questo caso si trattava di un diesel aspirato, il cui rapporto di compressione rimase invariato rispetto alla versione diesel da 2.2 litri. La potenza massima raggiungeva 75 CV a 4250 giri/min, mentre la coppia massima era di 150 Nm a 2000 giri/min.
- 2.5 litri Turbo: primo turbodiesel di Casa Citroën, e anche l'unico di sua esclusiva costruzione (i successivi vennero infatti costruiti assieme alla Peugeot), questo motore era noto con la sigla M25/648 e venne introdotto nel 1983. Tra le caratteristiche salienti va menzionato il rapporto di compressione sceso a 21:1 e la presenza del turbompressore Garrett DO3 con pressione di sovralimentazione pari a 0,6 bar. La potenza massima raggiungeva così 95 CV a 3700 giri/min, mentre la coppia massima arrivava a 216 Nm a 2000 giri/min.
- 2.5 litri Turbo intercooler: nel 1987, il 2.5 turbodiesel venne corredato con un intercooler aria/aria. Ma non fu l'unica modifica apportata, poiché il rapporto di compressione subì un leggerissimo aumento passando a 21,25:1 e cambiò anche lo stesso turbocompressore, ora un Garrett TO25 con pressione di sovralimentazione pari a 0,8 bar. In questo modo la potenza massima salì a 120 CV già a 3900 giri/min, con un picco di coppia di 256 Nm a 2000 giri/min. Questo motore è esistito anche in versione a bassa pressione di sovralimentazione, con potenza massima di 106 CV, coppia massima di 258 Nm e pressione di sovralimentazione pari a 0,68 bar.

## Riepilogo caratteristiche
Di seguito vengono riepilogate le caratteristiche e le applicazioni delle principali varianti motoristiche appartenenti alla serie M. Le applicazioni riportate valgono per tutte le varianti di carrozzeria previste (berlina, limousine Prestige e Break):
| Variante           | Alesaggio x corsa (mm) | Cilindrata (cm³)   | Alimentazione                                                                        | Rapporto di compressione | Potenza CV/rpm     | Coppia Nm/rpm      | Applicazioni                 | Anni di produzione |
| Varianti a benzina | Varianti a benzina     | Varianti a benzina | Varianti a benzina                                                                   | Varianti a benzina       | Varianti a benzina | Varianti a benzina | Varianti a benzina           | Varianti a benzina |
| ------------------ | ---------------------- | ------------------ | ------------------------------------------------------------------------------------ | ------------------------ | ------------------ | ------------------ | ---------------------------- | ------------------ |
| M20/616            | 86x85,5                | 1985               | carburatore doppio corpo Weber 34DMTR25                                              | 9                        | 102/6000           | 152/3000           | Citroën CX 2000              | 1974-82            |
| M22/617            | 90x85,5                | 2175               | carburatore doppio corpo Weber 34DMTR25                                              | 9                        | 112/5500           | 167/3500           | Citroën CX 2200              | 1974-85            |
| M23/623            | 93,5x85,5              | 2347               | carburatore doppio corpo Weber 34DMTR35                                              | 8,75                     | 115/5500           | 180/2750           | Citroën CX 2400              | 1976-80            |
| M23/639            | 93,5x85,5              | 2347               | carburatore doppio corpo Weber 34DATC1/200                                           | 8,75                     | 120/5500           | 196/2750           | Citroën CX 2400              | 1980-82            |
| M23/622            | 93,5x85,5              | 2347               | iniezione elettronica indiretta Bosch L-Jetronic                                     | 9                        | 128/4800           | 197/3600           | Citroën CX GTi               | 1977-80            |
| M23/622            | 93,5x85,5              | 2347               | iniezione elettronica indiretta Bosch L-Jetronic                                     | 9                        | 128/4800           | 197/3600           | Citroën CX 2400 IE           | 1977-80            |
| M23/622            | 93,5x85,5              | 2347               | iniezione elettronica indiretta Bosch L-Jetronic                                     | 9                        | 130/5000           | 201/3750           | Citroën CX GTi               | 1980-83            |
| M23/622            | 93,5x85,5              | 2347               | iniezione elettronica indiretta Bosch L-Jetronic                                     | 9                        | 130/5000           | 201/3750           | Citroën CX 2400 IE           | 1980-83            |
| M25/659            | 93x92                  | 2499               | iniezione elettronica indiretta Bosch LE-Jetronic                                    | 8,75                     | 138/5000           | 211/4000           | Citroën CX 25                | 1983-91            |
| M25/659            | 93x92                  | 2499               | iniezione elettronica indiretta Bosch LE-Jetronic                                    | 8,75                     | 138/5000           | 211/4000           | Citroën CX 25 GTi            | 1983-89            |
| M25/662            | 93x92                  | 2499               | iniezione elettronica Bosch LE-Jetronic + turbocompressore Garrett TO3               | 7,75                     | 168/5000           | 294/3250           | Citroën CX GTi Turbo         | 1985-86            |
| M25/662            | 93x92                  | 2499               | iniezione elettronica Bosch LE-Jetronic + turbocompressore Garrett TO3 + intercooler | 7,75                     | 168/5000           | 294/3250           | Citroën CX GTi Turbo 2       | 1986-89            |
| Varianti a gasolio |                        |                    |                                                                                      |                          |                    |                    |                              |                    |
| M22/621            | 90x85,5                | 2175               | diesel aspirato iniezione indiretta                                                  | 22,25                    | 66/4500            | 125.7/2500         | Citroën CX 2200 Diesel       | 1974-78            |
| M25/629            | 93x92                  | 2499               | diesel aspirato iniezione indiretta                                                  | 22,25                    | 75/4250            | 150/2000           | Citroën CX 2500 Diesel       | 1978-82            |
| M25/629            | 93x92                  | 2499               | diesel aspirato iniezione indiretta                                                  | 22,25                    | 75/4250            | 150/2000           | Citroën CX 25 D              | 1982-85            |
| M25/660            | 93x92                  | 2499               | diesel aspirato iniezione indiretta                                                  | 22,25                    | 75/4250            | 153/2000           | Citroën CX 25 D              | 1985-91            |
| M25/648            | 93x92                  | 2499               | diesel iniezione indiretta + turbocompressore Garrett DO3                            | 21                       | 95/3700            | 216/2000           | Citroën CX 2500 D Turbo      | 1983-85            |
| M25/648            | 93x92                  | 2499               | diesel iniezione indiretta + turbocompressore Garrett DO3                            | 21                       | 95/3700            | 216/2000           | Citroën CX 25 RD/TRD Turbo   | 1985-87            |
| M25/669            | 93x92                  | 2499               | diesel iniezione indiretta+ turbocompressore Garrett TO25 + intercooler              | 21,25                    | 120/3900           | 256/2000           | Citroën CX 25 RD/TRD Turbo 2 | 1985-91            |